# Eclipse solar de 25 de novembro de 2011

Esquema animado mostrando as áreas atingidas pelo eclipse

O eclipse solar de 25 de novembro de 2011 foi um eclipse parcial visível na Antártida e na Nova Zelândia. Teve magnitude 0,9046 e foi o eclipse 53 da série Saros 123. Foi o último dos quatro eclipses solares parciais do ano de 2011.